# باگلاد
باگلاد (به مجاری: Baglad) یک شهرداری در مجارستان است که در ناحیه لنتی واقع شده‌است. باگلاد ۴٫۸۶ کیلومتر مربع مساحت و ۶۰ نفر جمعیت دارد.